# Erebia algernoni
Erebia algernoni är en fjärilsart som beskrevs av Hans Fruhstorfer 1917. Erebia algernoni ingår i släktet Erebia och familjen praktfjärilar. Inga underarter finns listade i Catalogue of Life.